# Peste & Cólera
Peste & cólera  es una novela de Patrick Deville, publicada el 23 de agosto de 2012 por Seuil, y ganadora del premio Fnac de novela y del premio Femina ese mismo año. Es una biografía novelada del bacteriólogo Alexandre Yersin, miembro del Instituto Pasteur, descubridor en 1894 del bacilo de la peste, llamado Yersinia pestis en su honor.

## Trama
Alexandre Yersin nace en 1863. Mientras sus padres viven en Suiza, parte a los 20 años para estudiar medicina en Alemania. Luego, «Con veintidós años, llega a París y se enrola en la aventura pasteuriana. Investiga sobre la tuberculosis y la difteria, y todo lo encamina a convertirse en uno de los sucesores privilegiados de Pasteur.» Termina sus estudios con Louis Pasteur en el Instituto Pasteur de París y más tarde regresa a Alemania para asistir a las clases de Koch. Habiendo retornado a Francia, descubre la toxina diftérica junto con Émile Roux. «Pero a Yersin lo mueve un espíritu aventurero, como el de su admirado David Livingstone, héroe de su infancia y adolescencia. Entonces, el joven se enrola como médico en un barco, se hace a la mar e inicia sus travesías por Extremo Oriente, explora la jungla, y viaja a China, Adén y Madagascar.»
Alrededor de 1894, los ingleses lo llaman a Hong Kong, sembrado de cadáveres de víctimas de la peste. Aisla el bacilo de la peste, descubre la función de las ratas como principales hospedadoras y envia muestras a París. Yersin crea una comunidad científica en Indochina y luego desarrolla una vacuna contra la peste en París. Alrededor de 1910, en Indochina, planta árboles y fabrica caucho, haciendo lo mismo con la quina, de donde se extrae el más antiguo de los remedios contra el paludismo. Yersin huye de la Segunda Guerra Mundial a bordo del último avión de Air France que recorre Eurasia en escalas, de oeste a este, hasta llegar a su refugio de Nha Trang (protectorado francés de Annam). Pasa el tiempo, relativamente solo, con la compañía  de colaboradores, estudiantes y los niños de la aldea. Muere olvidado en 1943. Roux, mientras tanto, descubre el bacilo del cólera.

## Recepción
Raphaëlle Leyris destaca el marco histótico y la perspectiva del autor: «A través de la larga vida de Alexandre Yersin, Deville narra un siglo de descubrimientos científicos, de guerras franco-alemanas, de colonización... Este estilista notable conjuga la vivacidad con la que conduce su relato y la sobriedad de sus frases, escritas siempre como si ocultase una discreta sonrisa en la comisura de sus labios –que puede aludir tanto a la simpatía hacia su personaje como a su propia posición de “fantasma del futuro” que sigue el rastro de un héroe discreto. Es así como el autor evita caer en la hagiografía y nos brinda uno de los libros más interesantes de los últimos tiempos»
Manuel Porcar considera que «Peste & Cólera es un libro difícilmente clasificable, a  caballo entre la biografía, la novela histórica y la novela a secas. Lo  primero que sorprende es el estilo, impecable, de frases cortas,  lacónicas, precisas. La visión del autor casi nunca se presenta  directamente; todo es sutil, un poco frío, pero transparente. La  utilización de las frases cortas, contundentes, a menudo reforzadas con  puntos y a parte, recuerda al estilo de Alessandro Baricco –autor de Seda y Océano mar–, de quien se diferencia, eso sí, por una factura mucho más frugal y por la falta de las efectistas repeticiones del italiano [...] las raíces del libro se deben buscar sin duda en  Conrad y su El corazón de las tinieblas. El hombre de intelecto  lacerante y determinación férrea, el exotismo, la fuga y el viaje al  corazón de las selvas, la fundación de una especie de reino local donde  es aclamado por los nativos… Todo evoca a Kurtz. Un Kurtz, eso sí,  benévolo y querido sin miedo por los habitantes del país, que incluso  hoy en día lo veneran –literalmente, en los templos– como una figura  benefactora.»

## Premios
La novela de Patrick Deville fue una de las más destacadas de la temporada literaria 2012. Tras ganar el premio Fnac de novela el 28 de agosto de 2012, fue preseleccionada en la primera lista de las 12 novelas en carrera para el Premio Goncourt 2012 (luego en las listas reducidas a ocho y cuatro novelas); de las 14 novelas para el Premio Médicis, de las 13 novelas para el Premio Renaudot, y de las siete novelas para el Premio Décembre.
EL 5 de noviembre de 2012 la novela recibió el Premio Fémina. Dos días después, en la segunda vuelta de la votación Dos días después, la novela fue derrotada en el premio Goncourt por, la novela fue derrotada por El sermón sobre la caída de Roma de Jérôme Ferrari, por cuatro votos contra cinco, y por dos votos contra La verdad sobre el caso Harry Quebert de Joël Dicker. También fue galardonada, en diciembre de 2012, con el prix des prix littéraires.